# Anthyllis alpestris
Anthyllis alpestris là một loài thực vật có hoa trong họ Đậu. Loài này được (Schult.) Kit. miêu tả khoa học đầu tiên năm 1863.

## Hình ảnh

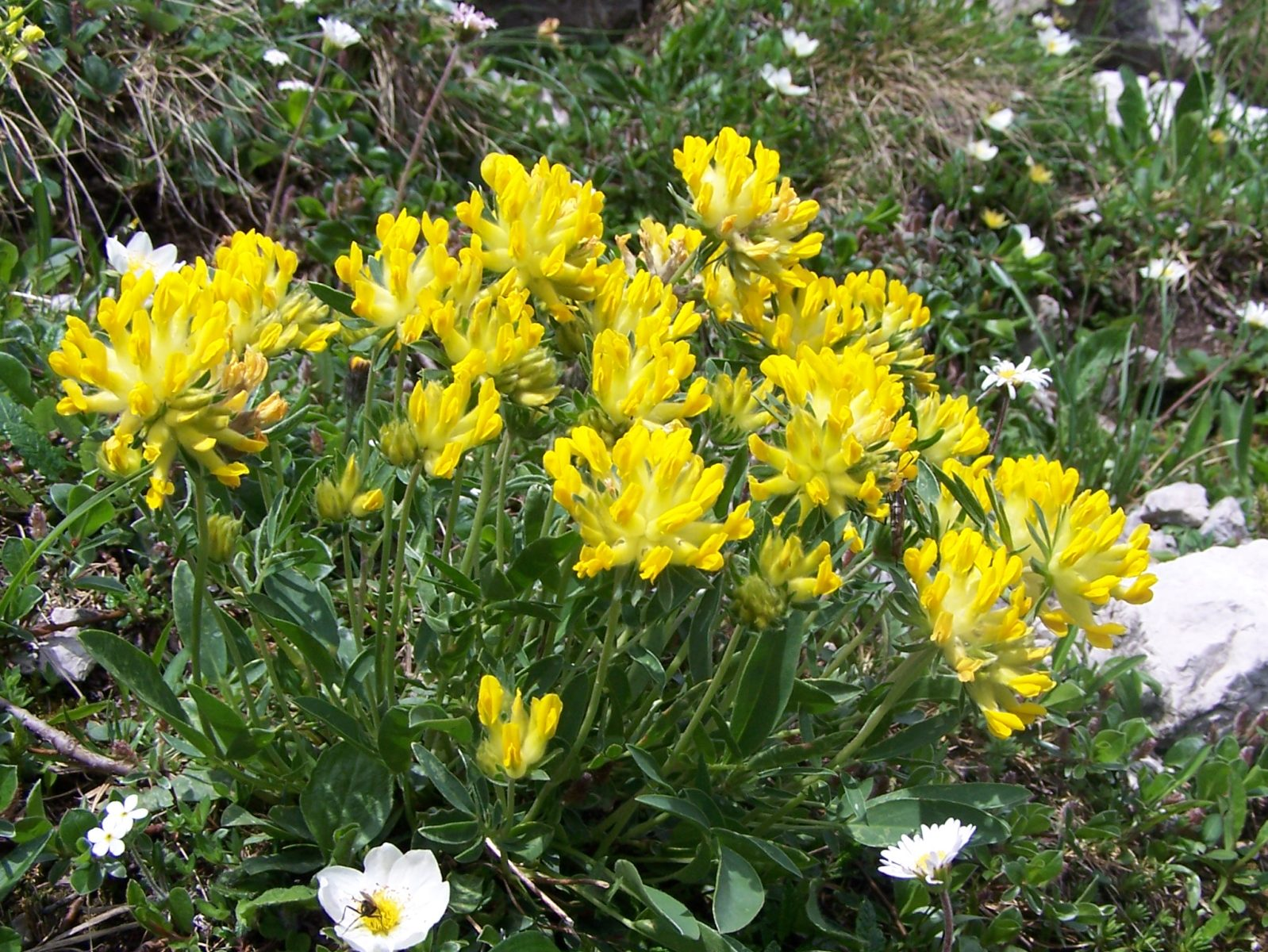
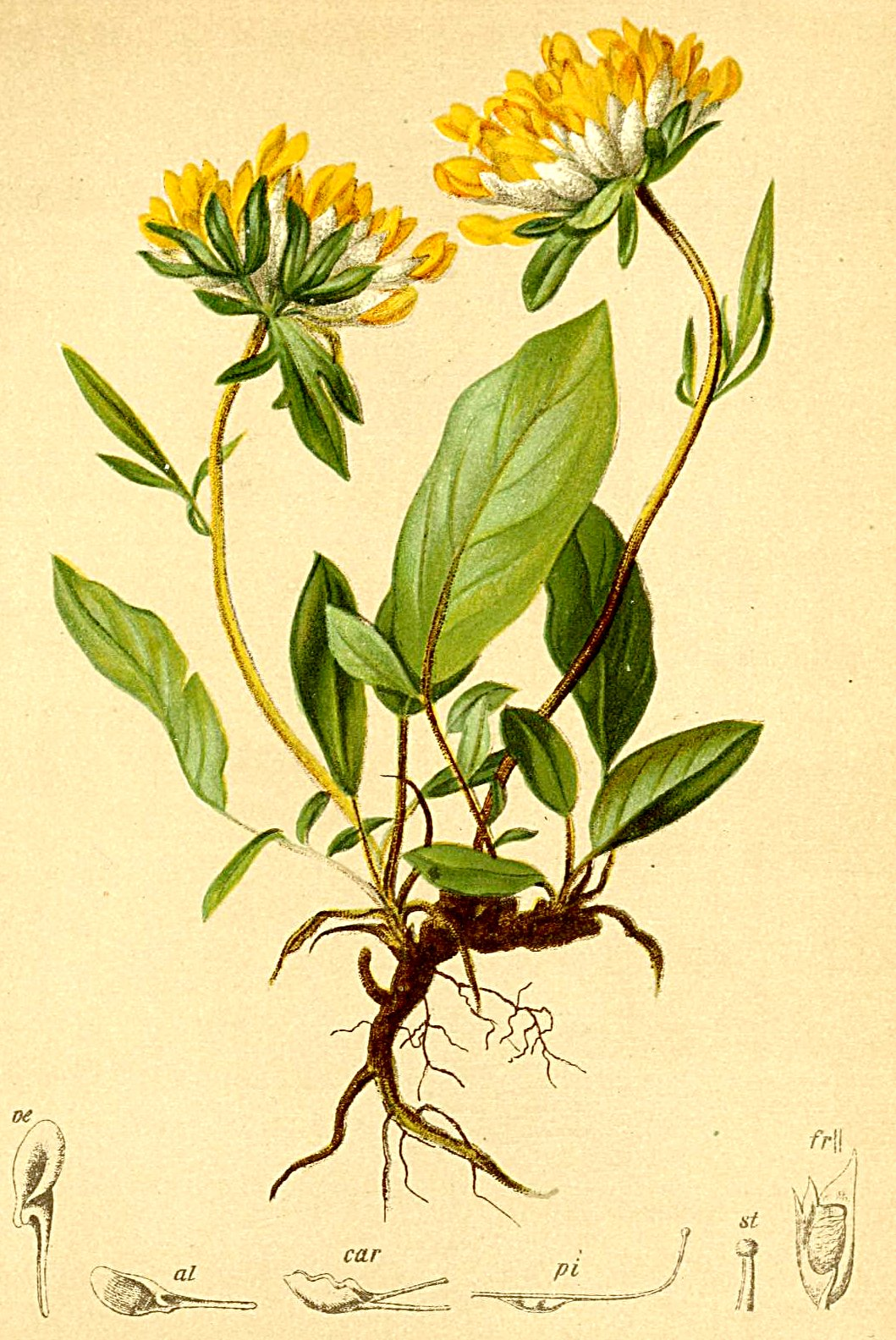